# Región metropolitana de Bangkok
El Área metropolitana de Bangkok o Región Metropolitana de Bangkok (en tailandés: กรุงเทพมหานครและปริมณฑล) puede referirse a una "definición política" establecida por el gobierno de la región urbana que rodea a la metrópoli de Bangkok, o la zona edificada, es decir, la aglomeración urbana de Bangkok (Tailandia), que varía en tamaño y forma, y va expandiéndose a medida que se desarrolla.
La definición política se define como la metrópoli y las cinco provincias adyacentes de Nakhon Pathom, Pathum Thani, Nonthaburi, Samut Prakan y Samut Sakhon.

## Superficie y población
La Región Metropolitana de Bangkok (definición política) tiene una superficie de 7.762 kilómetros cuadrados.
Debido al éxito de la industria de los servicios y el turismo en Bangkok, la ciudad ha ganado en popularidad laboral entre los tailandeses de provincias de las zonas rurales y entre personas de muchos países de la región de Indochina, así como de muchos países del sur de Asia. Desde el cambio de siglo, ha habido una gran afluencia de indios a Tailandia (especialmente punjabíes, gujaratis, tamiles y pastunes), y también de persas, portugueses, jemeres krom, mons, chinos, así como de otros que emigran a Tailandia y Bangkok. 
Hay un gran número de trabajadores que residen legalmente fuera del área metropolitana y se desplazan a la ciudad para realizar trabajos diarios. La población de la metrópolis de Bangkok ("la ciudad") pasa de ocho millones de personas por la noche a nueve millones durante el día. La afluencia matutina a la gran región metropolitana no es muy significativa, sino que la afluencia es estacional en función de las temporadas de cultivo en el resto del país.

## Historia
Bangkok ha experimentado una rápida urbanización desde que su población alcanzó los dos millones de habitantes en la década de 1960. Desde la década de 1980, las zonas edificadas del Gran Bangkok se han extendido más allá de sus fronteras hacia las provincias vecinas, inicialmente hacia el norte y el sur. A pesar de la tendencia general a la suburbanización, Bangkok siguió centralizada y el núcleo de la ciudad se mantuvo extremadamente denso hasta principios de la década de 2000, ya que el intenso tráfico de cercanías limitaba las opciones. El campo entre las ciudades antes independientes y la capital se fue rellenando cada vez más, con la llegada y expansión del transporte ferroviario urbano, así como el crédito barato que permitió la adopción del automóvil por parte de la clase trabajadora. El impulso de la suburbanización se ha intensificado con la aparición de aparcamientos disuasorios cerca de las estaciones de tren.
De manera similar a Los Ángeles, Bangkok se está transformando en una región donde el tráfico fluye en todas las direcciones en lugar de limitarse al núcleo central, como ocurría antes. La suburbanización ha engullido cada vez más campos y pantanos, aunque incluso partes de la propia Bangkok no están urbanizadas. Las primeras zonas en suburbanizarse fueron las provincias de Pathum Thani, Nonthaburi y Samut Prakan. Otras zonas más recientes se han aglomerado en Samut Sakhon y Nakhon Pathom. Samut Prakan, Nonthaburi, Pathum Thani y Samut Sakhon tienen centros históricos.
Debido a la falta de leyes estrictas de zonificación, el crecimiento de las áreas metropolitanas parece desordenado. Zonas centrales como Yaowarat, Siam, Sukhumvit y Sathorn han visto dispararse la especulación del suelo al permitirse a los inversores extranjeros poseer condominios, dando lugar a la Manhattanización. Al mismo tiempo, se están desarrollando zonas periféricas y los límites ya no son visibles entre el centro de cada provincia. Debido a la velocidad de esta expansión urbana en los últimos veinte años,[cuando...] la administración metropolitana de Bangkok ha tratado de atajar los crecientes problemas de tiempos de desplazamiento, contaminación y deterioro de la calidad del aire. La calidad del aire ha ido disminuyendo año tras año, y la ciudad sigue careciendo de una red eficaz de transporte público fuera de Bangkok y de un plan limpio y eficaz para resolver los problemas medioambientales.